# Opernball (Roman)
Der Roman Opernball von Josef Haslinger erschien 1995 und handelt von einem Anschlag auf den Wiener Opernball, der von einer Gruppe, die mit Neonazis sympathisiert, verübt wird und bei dem tausende Menschen ihr Leben lassen.
Über diese Katastrophe, die Zeit davor sowie die Zeit danach erzählt der Autor abwechselnd aus der Perspektive von hauptsächlich drei Personen:
- Kurt Fraser, Reporter einer privaten Fernsehgesellschaft, der die Liveübertragung vom Opernball leitet
- Fritz Amon, Polizist, der außerhalb der Oper gegen die Demonstranten eingesetzt wird, und
- dem „Ingenieur“, einem Mitglied der „Bewegung der Volkstreuen“

Daneben kommen immer wieder auch Claudia Röhler, Hausfrau, und Richard Schmidleitner, Fabrikant, zu Wort. 
Kurt Fraser tritt als eigentlicher Autor des Buches auf, die Erzählungen der anderen Personen sind durch Überschriften als transkribierte Bandaufzeichnungen gekennzeichnet. Frasers Erzählung umfasst unter anderem auch, wie er die Interviews mit den anderen Personen führte.
Der Roman fängt zwar mit dem Ereignis selbst an und schildert dann erst, wie es dazu kam, trotzdem ist er nicht als typische Rahmenerzählung zu betrachten.

Es ist auch nicht im epischen Präteritum, sondern im Ton der Wortprotokolle geschrieben, die Fraser aufzeichnet.

## Der Inhalt
Die „Bewegung der Volkstreuen“ ist eine aus neun Männern bestehende Gruppe, deren Mitglieder aus den verschiedensten Gesellschaftsschichten stammen. Sie treffen sich jede Woche in einem alten Gutshof bei Rappottenstein im Waldviertel. Dort üben sie sich im Schießen und veranstalten Alkohol- und Sexorgien. Manchmal lesen sie auch aus der Bibel und Hitlers „Mein Kampf“. Das Hauptziel dieser Gruppe ist es, alle Ausländer aus Österreich zu vertreiben.
Der Anführer, „der Geringste“, möchte aber auf keinen Fall als Nazi bezeichnet werden und verbietet seinen Leuten zudem, ihn als Oberhaupt zu bezeichnen. Da sein Arbeitsplatz am Bau durch Ausländer gefährdet ist, entwickelt „der Geringste“ mehr und mehr Hass gegen diese. Außerdem gibt er ihnen die Schuld an der schlechten Wirtschaftslage und alles andere Schlechte, das Österreich widerfährt. Die Bewegung erfindet eine neue „Sportart“, „Gürtelputzen“ genannt. Dabei schlendert die Gruppe den Wiener Gürtel (eine städtische Hauptverkehrsroute) entlang und verprügelt den ersten Ausländer, der ihr über den Weg läuft. Als der „Geringste“ von zwei Serben vor seinem Haus niedergestochen wird, planen sie große Rache. Sie setzen das Haus des „Geringsten“, in dem hauptsächlich illegale Ausländer wohnen, in Brand. Bei dem „Gürtelhausbrand“ sterben 24 Menschen; die einzige Überlebende wird abgeschoben. Die Polizei kommt aber auf die Spur der Täter, verhaftet die beiden Hauptverantwortlichen und die „Bewegung der Volkstreuen“ wird verboten.
Der „Geringste“ flüchtet in die USA und unterzieht sich einer kosmetischen Operation. Als er wieder zurückkommt, gibt er sich als Mormone aus. Die Gruppe formiert sich neu und nennt sich nun „Die Entschlossenen“. Ihr neues Ziel heißt Harmagedon. Um dieses zu erreichen, geht der „Geringste“ ein nicht näher beschriebenes Bündnis mit dem obersten Polizeijuristen ein. Hinter Harmagedon steckt ein Giftgasanschlag auf die Gäste des Wiener Opernballs. „Die Entschlossenen“ wollen durch einen radikalen Terrorakt und die dadurch entstehende Angst einen Rechtsruck in der Regierung und in der Meinung der Bevölkerung erreichen.
Feilböck, ein Mitglied der „Entschlossenen“, stellt sich mehr und mehr gegen die Pläne der Gruppe, bis beschlossen wird, ihn zu bestrafen, indem ihm der Finger abgetrennt wird, mit dem er einst den Schwur der „Bewegung der Volkstreuen“ leistete. Damit sind seine Taten gesühnt und die Gruppe ist bereit, ihn wieder als Mitglied aufzunehmen. Dieser Finger wird später von Fritz Amon, dem Revierinspektor, gefunden. Feilböck geht zur Polizei, um von den Plänen der „Entschlossenen“ zu erzählen; diese glaubt ihm aber nicht. Als der „Geringste“ vom Verrat erfährt, erschießt er Feilböck und verbrennt seine Leiche beim Sonnwendfeuer vor dem Gutshof, nachdem er ihn mithilfe seiner Kameraden grausam zerstückelt hat.
Der Opernball wird in diesem Jahr zum ersten Mal nicht vom österreichischen Fernsehen (ORF), sondern von der privaten ETV (European Television) übertragen. Für die Liveübertragung ist Kurt Fraser verantwortlich. Auch dessen Sohn Fred ist im Team. Fred ist gerade von einer Entziehungskur zurückgekommen, da er heroinsüchtig war. Als Kameramann hat er einen besonders guten Platz in einer Ehrenloge bekommen.
Vor der Oper kommt es zu heftigen Ausschreitungen von linken Demonstranten, die teilweise zu gewalttätigen Konfrontationen mit der Polizei führen. Um 0:45 Uhr früh leiten der „Geringste“ und seine Männer Blausäure in die Luftversorgungsschächte der Oper. Vom „Geringsten“ geplant war allerdings ein Anschlag mit einem Kohlenstoffmonoxidgemisch, er wurde also von seinen Polizeikontakten verraten und stirbt bei dem Anschlag auch selbst, mitsamt seiner Gruppe. Der Anschlag kostet rund 3000 Ballgäste das Leben und führt zur Regierungskrise. Unter den Toten ist auch Kurt Frasers Sohn.
Nachdem Bundespräsident, Bundeskanzler und viele Mitglieder der Bundesregierung bei dem Anschlag ums Leben kamen, kommt es zu Neuwahlen, bei denen überraschend die rechtspopulistische „Nationale Partei“ die stärkste Fraktion wird. Somit haben die Verschwörer in Polizeikreisen ihr Ziel erreicht und „Die Entschlossenen“ als potenzielle Zeugen zusätzlich ausgelöscht, zumindest alle außer dem „Ingenieur“.
Fraser wird von ETV beauftragt, eine Dokumentation über diesen Anschlag zusammenzustellen. Er sieht sich jedoch aufgrund seiner Betroffenheit wegen Freds Tod nach Sichtung des Materials dazu nicht imstande. Dennoch stellt er Nachforschungen an – mit dem Ziel, aus einem genügenden zeitlichen Abstand ein Buch zu schreiben – und stößt auf den einzigen Überlebenden der „Entschlossenen“, den „Ingenieur“.

Dieser erzählt ihm seine Version der Geschichte, und als dem „Ingenieur“ seine ausweglose Situation bewusst wird, nimmt er sich das Leben.

## Verfilmung
Der Roman wurde 1998 aufwändig unter dem Titel Opernball – Die Opfer/Die Täter in einer deutsch-österreichischen Koproduktion unter der Regie des Schweizers Urs Egger und mit Heiner Lauterbach in der Rolle des Kurt Fraser verfilmt.